# Jozef Geldhof
Jozef Geldhof (Izegem, 16 oktober 1925 - Meetkerke, 8 november 1989) was een Belgisch rooms-katholiek priester, historicus en humorist.

## Levensloop
Geldhof werd geboren in het gezin met vier kinderen van Cyriel Geldhof, bediende in een borstelfabriek, en Celine Polley.
Hij volbracht de Latijn-Griekse humaniora aan het Sint-Jozefscollege in Izegem en in oktober 1944 begon hij aan priesterstudies in het Klein Seminarie van Roeselare, gevolgd door vier theologiejaren in het Grootseminarie in Brugge. Hij volbracht zijn legerdienst in 1947-1948. Op 23 december 1950 werd hij tot priester gewijd.
Op 28 december 1950 werd hij leraar en studiemeester aan het Sint-Lodewijkscollege in Brugge. In 1966 werd hij pastoor van Meetkerke, een ambt dat hij uitoefende tot aan zijn dood.
In de stal van zijn pastorie kweekte hij ezels. Hij nam, in middeleeuwse klederdracht, met een van zijn ezels jaarlijks deel aan de Heilig Bloedprocessie.
Hij werd opgenomen in verschillende ludieke genootschappen, onder meer:
- de Ridderorde van 't Manneke uit de Mane in Diksmuide,
- de Totetrekkersgarde in Brugge.

## Publicaties
- onder pseudoniem Tijl Bosschaerts: Olaf, de jonge Noorman, Vlaams Filmke nr. 83, Averbode, De Goede Pers.
- onder pseudoniem Tijl Bosschaerts: Bora, de negerknaap, Vlaams Filmke nr. 114, Averbode, De Goede Pers.
- De eerste martelaar van de Vlaamse studentenbeweging: E.P. Renatus Devos, Brugge, 1955.
- In memoriam kanunnik Dorsan Reynaert, in: Haec Olim 1955-1956.
- De studentenjaren van burgemeester Pierre Van Damme, in: Haec Olim, 1955-1956.
- Ne Pereant. Necrologisch jaarboek der geestelijkheid uit het bisdom Brugge, 5 delen, Brugge, 1965-1970.
- Een orangistisch rivaal van Alexander Rodenbach, Jozef Ferdinand Toussaint, in: Westvlaams Verbond van kringen van heemkunde, Roeselare, 1968.
- Pelgrims, dulle lieden en vondelingen te Brugge 1275-1975: zeven eeuwen geschiedenis van het Sint-Juliaansgasthuis en van de Psychiatrische kliniek O.-L.-Vrouw te Brugge - Sint-Michiels, Brugge, 1975.
- met Jean-Marie Baillieul en Michiel De Bruyne: Hugo Verriest in Ieper: een blauwvoet in de branding, Ieper, 1978.
- 150 jaar Sint-Lodewijkscollege te Brugge, Brugge, 1986.
- Humor in de Kerk, Brugge, 1988.
- Nog meer humor in de Kerk, Brugge, 1990.

Daarnaast gaf hij een aantal manuscripten uit:
- Van Walleghem, Achiel: De oorlog te Dickebusch en omstreken, Brugge, 1964.
- Vandendorpe, Philippus Jacobus Franciscus: Het handboek van P.J. Vandendorpe pastoor van Nieuwkerke (1730-1806), Brugge, 1974.
- Oorlogsdagboeken over Ieper (1914-1915), Brugge, 1975-. (met een inleiding van A. Caenepeel).

Hij publiceerde ook talrijke bijdragen in Biekorf, Verschaeviana, Vlaanderen, Brugs Ommeland, Handelingen van het Genootschap voor Geschiedenis, Ten Mandere, Brugsch Handelsblad, De Standaard, De Mandelbode, Kerk & Leven, Haec Olim, De Leiegouw en Sint-Canisiusblad.